# Laura Saccomani
Laura Saccomani (ur. 8 października 1991 w Mediolanie) – włoska siatkarka, grająca na pozycji przyjmującej. Od sezonu 2019/2020 występuje w drużynie Volley Millenium Brescia.

## Sukcesy klubowe
Superpuchar Włoch:
- 2009, 2010

Mistrzostwo Włoch:
- 2010